# Die Saboteure
Die Saboteure ist eine Erzählung von Anna Seghers, die 1945 in Mexiko entstand und erstmals 1947 in der Neuausgabe der Sammlung Der Ausflug der toten Mädchen und andere Erzählungen in Berlin herauskam. In der ein Jahr zuvor in New York erschienen Erstausgabe wurde die Erzählung noch nicht aufgenommen.
Einen Tag lang werden anno 1941 in einer rheinländischen Munitionsfabrik einige der Handgranaten unbrauchbar gemacht.

## Inhalt
1943 versagen beim deutschen Sturm auf das ukrainische Dorf Sakoje einige Handgranaten. Die Gestapo ermittelt. Die Stempelung auf den Granaten führt in eine Fabrik bei Griesheim am Main. Als drei Saboteure am Produktionstag 22. Juni 1941 werden vor Ort die Arbeiter Hermann Schulz aus dem Rheindorf Binzheim, Franz Marnet aus Schmiedheim und Paul Bohland aus Kostheim identifiziert. Hermann Schulz wird hingerichtet. Die anderen beiden waren eingezogen worden und sind nicht greifbar. Denn Paul Bohland ist bald nach dem Einrücken gefallen und Franz Marnet gilt nach Stalingrad als vermisst oder gar als gefallen.
Die Sabotage war eine einmalige Aktion gewesen. Die drei Saboteure wollten mit ihrer Tat am Tag des Angriffs des Deutschen Reiches auf die Sowjetunion ein Zeichen setzen:
Franz macht bei etwa jeder fünfzehnten Granate den Schlagstift so kurz, dass er nicht auf das Zündhütchen treffen kann. Paul bohrt schief und Hermann hämmert auf die Scharniere und macht somit die Zeitzündung unbrauchbar. Die Täter haben Mitwisser und Sympathisanten. Der junge Verlader Spengler muss dem Oberingenieur Kreß bei der Endkontrolle mit dem Mikrometer Handreichungen machen. Kreß, ein Kenner allerkleinster Details im betrieblichen Produktionsablauf, bemerkt den Ausschuss wohl, schickt aber intakte Granaten ins Prüffeld. Spengler darauf zu Hermann: „Kreß ist dahintergekommen, er hält aber dicht, sei ruhig.“ Die Ruhe bewahren fällt Hermann schwer. Nachdem er festgenommen wurde, geht er alle Arbeitskollegen durch, die ihn verraten haben könnten. Am Ende seines Lebens triumphiert er über den leicht verunsicherten Frankfurter Gestapo-Untersuchungsbeamten: Keiner seiner Leute hat ihn verraten. Schon lange vorher, in einem Gespräch mit Franzens Frau Lotte, hatte Hermann seinen Fehler eingesehen: „Wir haben gemeint, wir brauchen nur anzufangen... Wir haben gemeint, daß alles in den anderen so aussehen muß wie in uns. Das war aber falsch.“
Dabei waren die Widerstandskämpfer vorsichtig zu Werke gegangen. Hermann hatte zu Franz, seinem besten Freund, nach außen hin eine Feindschaft – einer Gartenpumpe wegen – aufgebaut. Spengler hatte die beiden durchschaut. Die Aktion an jenem 22. Juni war auf dem Arbeitsweg – dieser wurde auf dem Fahrrad zurückgelegt – besprochen worden. Hermann, der seine viel jüngere Ehefrau Marie und das gemeinsame kleine Kind nicht gefährden wollte, hatte sich lieber Franzens Frau Lotte in Dingen des Widerstandes anvertraut. Deren erster Mann war im Sommer 1933 erschlagen worden.

## Form
Der lapidare Text erscheint keinesfalls als Schwarzweißmalerei. Der alte Bentsch, ein Mitwisser und Ratgeber der Saboteure, die zum Schluss auf um die elf Leute angewachsen sind, betrachtet die spontane Aktion kopfschüttelnd; wartet auf den richtigen Moment für den Widerstand. Mehr noch, Bentsch resigniert: „... es hat keinen Zweck, etwas dagegen zu tun.“
Der Vortrag deprimiert den Leser tief. Die aktiven Nazi-Gegner stehen isoliert da. Mit misstrauischen Rundumblicken und Angst vor Denunziation warten sie auf Inhaftierung. Zwei Hoffnungsschimmer lässt Anna Seghers unmittelbar nach Kriegsende aufglimmen. Es heißt, Franz lebe. Seine Heimkehr aus dem äußersten Osten Russlands wird erwartet. Spengler, aus dem Kriege zurückgekommen, kümmert sich um Marie und das Kind.
Die drei Protagonisten werden als gute Kerle geschildert. Hermann ist sanft zu seiner Frau. Bis dato hatte Marie nur mit bärbeißigen Männern zu tun. Paul trauert mit seiner Frau um den gefallenen Sohn. Und Franz hat Verständnis dafür, dass Lottes erster Mann die einzige Liebe ihres Lebens geblieben ist.
Die Geschichte der Arbeiter Franz Marnet und Hermann Schulz sowie des Intelligenzlers Kreß aus dem Siebten Kreuz – dort Fluchthelfer Georg Heislers – wird fortgeschrieben.
In seinen Details erscheint der Text als kleines Zeitgemälde. Die Deutschen zu Kriegsbeginn über die Russen: „Unser Führer wird es ihnen schon zeigen.“ „Die haben erst kürzlich selbst ihre Generäle abgemurkst.“
Kostheim ist nicht der einzige Verweis auf Anna Seghers’ Mainz. Die Straße, auf der die Arbeiter in die Munitionsfabrik radeln, führt rechtsrheinisch in der Gegenrichtung nach Höchst. Von Betz, einem Arbeitskollegen der Saboteure, ist die Rede. Einer „unstatthaften Bemerkung“ wegen sei er im Lager Osthofen.

## Rezeption
Zeitgenossen
- 27. Oktober 1949, Werner Rockel, Die Zeit: Lektüre von Gewicht[12]

Neuere Äußerungen
- Neugebauer geht knapp auf Marie, die Ehefrau von Hermann Schulz, ein.[13]
- Stellenweise sieht es so aus, als distanziere sich Anna Seghers von den Millionen Deutschen, die das Naziregime widerspruchlos hingenommen hatten. Schrade schreibt dazu, bei der Niederschrift des Textes im Jahr 1945 in Mexiko habe Anna Seghers der Kontakt zu Menschen in Deutschland gefehlt.[14]
- Die „spröde“ Prosa ist nicht nur ernüchternder „chronikalischer Bericht“, sondern vermittelt zu Textende Glaube an den Neubeginn.[15]

### Erstausgaben
- Die Saboteure in Anna Seghers: Der Ausflug der toten Mädchen und andere Erzählungen (Post ins Gelobte Land. Das Obdach. Die Saboteure. Das Ende). Aurora-Verlag, New York 1946.
- Anna Seghers: Der Ausflug der toten Mädchen und andere Erzählungen (Post ins Gelobte Land. Das Obdach. Die Saboteure. Das Ende). Aufbau-Verlag, Berlin 1947. 196 Seiten

### Ausgaben
- Die Saboteure. S. 237–295 in Anna Seghers: Erzählungen. Bibliothek der Weltliteratur. Nachwort: Friedrich Albrecht (S. 593–605) Aufbau-Verlag, Berlin 1974 (2. Aufl.)

### Sekundärliteratur
- Heinz Neugebauer: Anna Seghers. Leben und Werk. Mit Abbildungen (Wissenschaftliche Mitarbeit: Irmgard Neugebauer, Redaktionsschluss 20. September 1977). 238 Seiten. Reihe „Schriftsteller der Gegenwart“ (Hrsg. Kurt Böttcher). Volk und Wissen, Berlin 1980, ohne ISBN
- Andreas Schrade: Anna Seghers. Metzler, Stuttgart 1993 (Sammlung Metzler Bd. 275 (Autoren und Autorinnen)), ISBN 3-476-10275-0
- Sonja Hilzinger: Anna Seghers. Mit 12 Abbildungen. Reihe Literaturstudium. Reclam, Stuttgart 2000, RUB 17623, ISBN 3-15-017623-9
- Axel Ulrich: Wieder gelesen – Anna Seghers: "Die Saboteure". Eine fast in Vergessenheit geratene Widerstandserzählung von Anna Seghers, in: informatonen. Wissenschaftliche Zeitschrift des Studienkreises Deutscher Widerstand 1933–1945, 46. Jg., Nr. 93, Mai 2021, S. 46 f.